# خانه ۴۹۵۰
سیارک ۴۹۵۰ (به انگلیسی: 4950 House، نامگذاری:1988XO1) چهار هزار و نهصد و پنجاهمین سیارک کشف شده‌است که در ۷ دسامبر ۱۹۸۸ کشف شد.
قدر مطلق سیارک برابر ۱۱٫۵۰ است.